# Cierva W.14 Skeeter

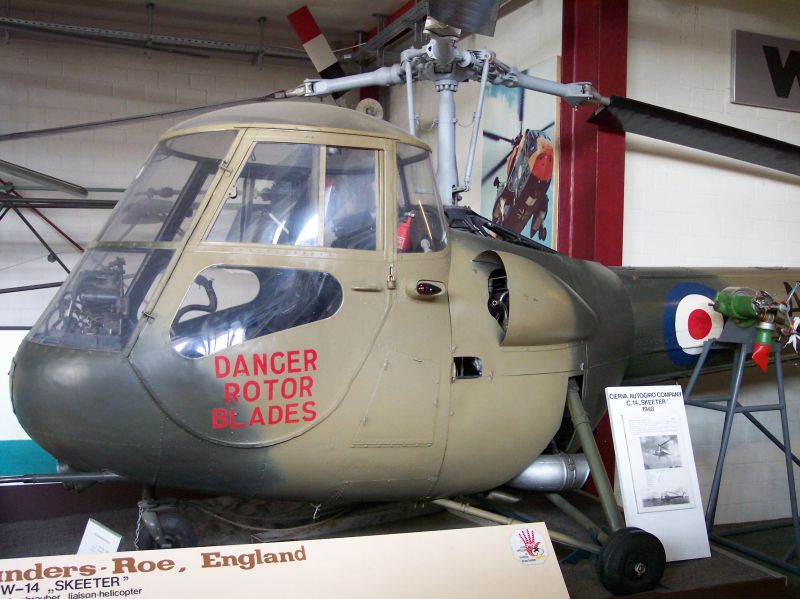
Skeeter

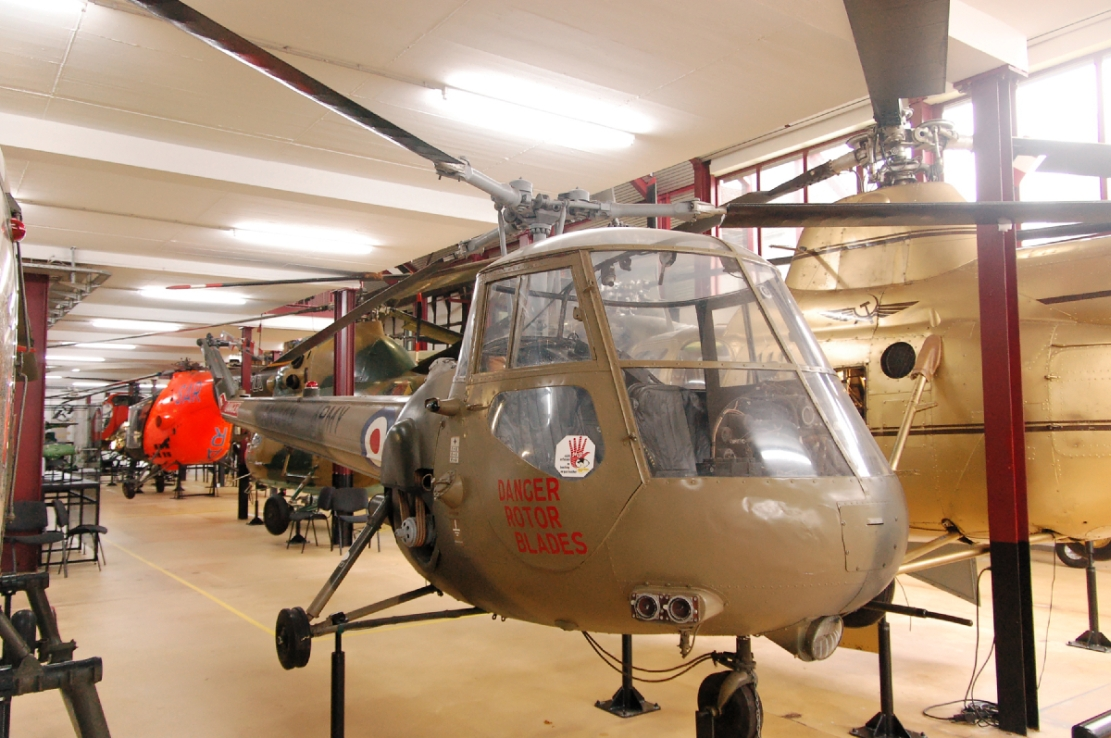
Skeeter v muzeu vrtulníků v německém Bückeburgu.

Cierva W.14 Skeeter (po převzetí společnosti Cierva Autogiro Company podnikem Saunders-Roe přeznačen na Saunders-Roe Skeeter) byl britský dvoumístný cvičný a průzkumný vrtulník s třílistým nosným rotorem a vyrovnávacím ocasním rotorem na konci trupu. Byl to první vrtulník v Army Air Corps, ozbrojené složce britské armády. U prototypu Skeeteru bylo použito část vybavení z předchozího experimentálního typu Cierva W.9.

## Uživatelé
Velká Británie
- Army Air Corps
- Royal Air Force

 Německo
- Heer
- Deutsche Marine

 Portugalsko
- Força Aérea Portuguesa

## Specifikace (Skeeter AOP.12)

### Technické údaje
Data z publikace Saunders and Saro Aircraft since 1917.
- Pohon: 1× motor de Havilland Gipsy Major 215; 160 kW
- Délka:[pozn. 1] 8,12 m
- Výška:[pozn. 2] 2,89 m
- Průměr nosného rotoru: 9,75 m
- Rotorová plocha: 74,7 m²
- Prázdná hmotnost:[pozn. 3] 751 kg
- Maximální vzletová hmotnost: 998 kg
- Posádka: 2

### Výkony
- Maximální rychlost: 175 km/h
- Cestovní rychlost: 171 km/h
- Dolet: 418 km
- Dynamický dostup: 3 900 m
- Stoupavost: 5,8 m/s